# Высокое (Струго-Красненский район)
Высокое — деревня в Струго-Красненском районе Псковской области России. Входит в состав сельского поселения «Марьинская волость».

## География
Находится на северо-востоке региона, в центральной части района, в лесной местности около оз. Подольское. В 3 км. к юго-западу расположена высшая точка Лужской возвышенности гора Кочебуж. Произрастает ольха, берёза. Уличная сеть не развита.

## История
Первое упоминание населённого пункта на этом месте относится к 1498 году, как деревня Подол Быстреевского погоста Шелонской пятины.
В 1941—1944 гг. деревня находилась под фашистской оккупацией войсками Гитлеровской Германии.
С образованием Стругокрасненского района с 1927 до 1995 года деревня входила в Симанологский сельсовет, с января 1995 до января 2010 года — в Симанологскую волость.
С 1 января 2010 года с упразднением Симанологской волости деревня входит в Марьинскую волость.

## Население
| 2001 | 2002 | 2010 | 2011 |
| ---- | ---- | ---- | ---- |
| 36   | ↗44  | ↘23  | ↘13  |

## Инфраструктура
Подольская школа I ступени (1927), Подольская начальная школа (1946, 1956), Высоковская начальная школа (1967, 1973).
Высоковский сельский клуб (1967, 1972, 1987). Мельница (1882). Кузница (1882).
До 1960-х существовала часовня святого Дмитрия Мироточивого (Ефимов, Фёдоров 2015).

## Транспорт
Деревня доступна по просёлочным дорогам.